# Rigsdagsgården
Rigsdagsgården er en plads på Slotsholmen i København. Pladsen ligger mellem Christiansborg Slot og Frederik 3.s kunstkammerbygning, der indtil 2020 rummede Rigsarkivet. Fra Rigsdagsgården er der indgang til Folketingets lokaler på Christiansborg og til Det Kongelige Biblioteks Have.
Rigsdagsgården blev spærret for bilkørsel fra den 22. april 2013, af frygt for terrorangreb.